# Kehlen (stacja kolejowa)
Kehlen – przystanek kolejowy w Kehlen (gmina Meckenbeuren), w kraju związkowym Badenia-Wirtembergia, w Niemczech.
Przystanek zlokalizowano przy Funkenweg.
| Kehlen                        |  |                                             |
| Linia Süd (Württemberg)       |  |                                             |
| Meckenbeurenodległość: 2,1 km |  | Friedrichshafen Flughafen odległość: 2,2 km |